# Amphoe Chiang Dao
Amphoe Chiang Dao (thailändisch อำเภอ เชียงดาว) ist ein Landkreis (Amphoe – Verwaltungs-Distrikt) im nördlichen Teil der Provinz Chiang Mai in der Nordregion von Thailand.

## Geographie
Benachbarte Distrikte (von Nordosten im Uhrzeigersinn): die Amphoe Fang, Chai Prakan, Phrao, Mae Taeng der Provinz Chiang Mai, Amphoe Pai der Provinz Mae Hong Son sowie Amphoe Wiang Haeng nochmals von Chiang Mai. Im Norden liegt der Shan-Staat von Myanmar.
Der Nationalpark Pha Daeng liegt im Distrikt Chiang Dao.
Hier liegt auch die Quelle des Mae Nam Ping (Ping-Fluss), des größten Flusses der Provinz Chiang Mai.

## Geschichte
Chiang Dao war ein kleinerer Stadtstaat (Müang) im nordthailändischen Lanna-Königreich. In der Thesaphiban-Verwaltungsreform am Ende des 19. Jahrhunderts wurde sie zu einem „Zweigkreis“ (King Amphoe) der Provinz Chiang Mai. 1908 wurde er zu einem Amphoe heraufgestuft.

## Verwaltung

### Provinzverwaltung
Der Landkreis Chiang Dao ist in sieben Tambon („Unterbezirke“ oder „Gemeinden“) eingeteilt, die sich weiter in 83 Muban („Dörfer“) unterteilen.
| Nr. | Name              | Thai     | Muban | Einw.  |
| --- | ----------------- | -------- | ----- | ------ |
| 01. | Chiang Dao        | เชียงดาว  | 16    | 14.703 |
| 02. | Mueang Na         | เมืองนะ   | 14    | 28.631 |
| 03. | Mueang Ngai       | เมืองงาย  | 11    | 06.197 |
| 04. | Mae Na            | แม่นะ     | 13    | 09.318 |
| 05. | Mueang Khong      | เมืองคอง  | 06    | 03.898 |
| 06. | Ping Khong        | ปิงโค้ง    | 16    | 11.561 |
| 07. | Thung Khao Phuang | ทุ่งข้าวพวง | 07    | 08.226 |

### Lokalverwaltung
Es gibt sieben Kommunen mit „Kleinstadt“-Status (Thesaban Tambon) im Landkreis:
- Mae Na (Thai: เทศบาลตำบลแม่นะ) bestehend aus dem kompletten Tambon Mae Na.
- Chiang Dao (Thai: เทศบาลตำบลเชียงดาว) bestehend aus Teilen des Tambon Chiang Dao.
- Mueang Ngai (Thai: เทศบาลตำบลเมืองงาย) bestehend aus Teilen des Tambon Mueang Ngai.
- Phra That Pu Kam (Thai: เทศบาลตำบลพระธาตุปู่ก่ำ) bestehend aus Teilen des Tambon Mueang Ngai.
- Ping Khong (Thai: เทศบาลตำบลปิงโค้ง) bestehend aus dem kompletten Tambon Ping Khong.
- Thung Khao Phuang (Thai: เทศบาลตำบลทุ่งข้าวพวง) bestehend aus dem kompletten Tambon Thung Khao Phuang.
- Mueang Na (Thai: เทศบาลตำบลเมืองนะ) bestehend aus dem kompletten Tambon Mueang Na.

Außerdem gibt es zwei „Tambon-Verwaltungsorganisationen“ (องค์การบริหารส่วนตำบล – Tambon Administrative Organizations, TAO)
- Chiang Dao (Thai: องค์การบริหารส่วนตำบลเชียงดาว) bestehend aus Teilen des Tambon Chiang Dao.
- Mueang Khong (Thai: องค์การบริหารส่วนตำบลเมืองคอง) bestehend aus dem kompletten Tambon Mueang Khong.